# Apostolicum pascendi munus
Apostolicum pascendi munus est une bulle pontificale de Clément XIII (12 janvier 1765) par laquelle le pape exprime son soutien aux Jésuites et approuve à nouveau publiquement l’Ordre religieux.

## Contexte
Les Jésuites sont expulsés du Portugal et de ses colonies en 1759, puis bannis de France en 1763. Ils sont menacés en Espagne. Les cours catholiques européennes dominées par les Bourbons font pression sur le pape Clément XIII pour que l’Ordre religieux soit supprimé universellement. Défenseurs de l’indépendance de l’Église (et du pouvoir religieux du Pape) les Jésuites sont perçus comme obstacles à l’absolutisme régalien des Bourbons.
Dans ce contexte politique difficile, et conscient qu’à travers les Jésuites c’est l’Église catholique même qui est visée, le pape Clément XIII exprime son soutien et approuve à nouveau l’Ordre religieux. 
Après Paul III (Regimini militantis Ecclesiae en 1540), Jules III (Exposcit Debitum en 1550), Grégoire XIII (Ascendente Domino en 1584) et Paul V (Quantum Religio en 1606) c’est la cinquième fois que la Compagnie de Jésus, son Institut et ses Constitutions sont approuvées par le Saint-Siège.  

## Contenu
Le document relève que de nombreuses calomnies circulent à propos des Jésuites, en privé comme dans le domaine public. D’un autre côté la Compagnie de Jésus est l’objet de louanges de la part des évêques pour les activités, très utiles, qu’ils font dans leur diocèse.
Pour « contrecarrer les calomnies propagées dans divers pays », le pape confirme et approuve à nouveau la Compagnie de Jésus telle qu'elle fut initialement constituée. Il approuve sa fin et sa méthode de travail, ainsi que les sodalités dont les Jésuites ont la charge.
Le prestige et l’influence de la papauté sont au plus bas. La bulle n’aura aucun effet. Les Jésuites seront expulsés d’Espagne en 1767, de Naples, Sicile et Parme la même année et finalement supprimée universellement par son successeur, Clément XIV en 1773.

## Source
Cette page incorpore un texte de l'article homonyme traduit de la Catholic Encyclopedia qui cite les auteurs suivants: 
- Bullarium Romanum (continuatio), III, 38 sqq.;
- Xavier de Ravignan, Clément XIII et Clément XIV (Paris, 1854);
- The Jesuits, their foundation and History (London, 1879), II, 21012;
- De Villecourt, Vie de Saint Ligouri, II, 179, 180.